# Timothy Daggett
Timothy Daggett est un gymnaste artistique américain né le 22 mai 1962 à Springfield.

## Biographie
Lors des Jeux olympiques d'été de 1984 se tenant à Los Angeles, il remporte la médaille d'or dans l'épreuve du concours par équipes, en compagnie de ses coéquipiers Bart Conner, Mitchell Gaylord, Scott Johnson, James Hartung et Peter Vidmar, mais également la médaille de bronze dans l'épreuve du cheval d'arçons.